# Michael Nilsson
Åke Tommy Michael Nilsson, född 16 maj 1961 i Lunds domkyrkoförsamling i Malmöhus län, är en svensk militär.

## Biografi
Michael Nilsson avlade officersexamen vid Krigsskolan 1983 och utnämndes samma år till officer vid Skånska dragonregementet. Han befordrades till kapten vid Skaraborgs regemente 1988, befordrades till major 1992 och tjänstgjorde i mitten av 1990-talet i Skaraborgsbrigaden. I slutet av 1990-talet tillhörde han fortfarande Skaraborgsbrigaden, men tjänstgjorde i Högkvarteret. Efter att ha befordrats till överstelöjtnant var han utbildningschef vid Markstridsskolan 2004–2006 och ställföreträdande chef för skolan från 2006 till 2007 eller 2008.
År 2008 befordrades han till överste, varefter han var chef för Förbandsavdelningen i Produktionsledningen i Högkvarteret 2008–2010 och chef för kontingenten FS20 i svenska insatsen i Afghanistan 2010–2011. Han var chef för Södra skånska regementet 2011–2015, tillika chef för Militärregion Syd 2013–2015, och chef för Markstridsskolan 2015–2017. År 2017 befordrades Nilsson till brigadgeneral och han är sedan den 19 april 2017 försvarslogistikchef i Produktionsledningen i Högkvarteret (med ett förordnande längst till och med den 31 augusti 2022).